# Scandia Colles
Gli Scandia Colles sono una struttura geologica della superficie di Marte.